# Золотой кактус

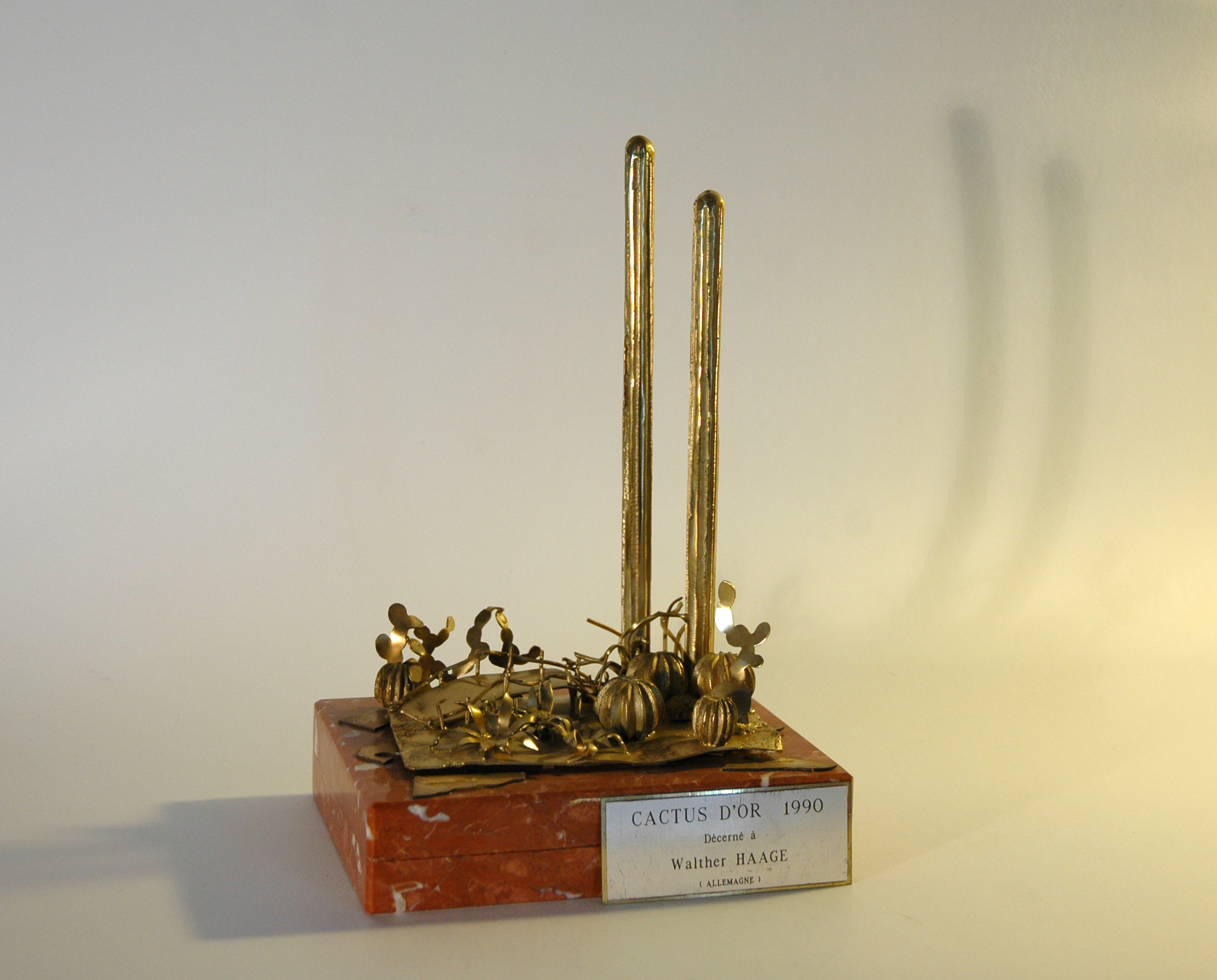
Премия

Золотой кактус — премия, учреждённая принцессой Монако Грейс для признания выдающихся членов IOS (International Organization for Succulent Plant Study) за их вклад в изучение суккулентных растений. Первая награда была вручена в 1978 году.

## Лауреаты премии
1. Вернер Рау, Германия (1978)
2. Элия Браво Ольис, Мексика (1980)
3. Гордон Дуглас Роули, Великобритания (1982)
4. Лайман Дэвид Бенсон, США (1984)
5. Лесли Чарли (Ларри) Лич, Великобритания (1988)
6. Вальтер ХагеВальтер Хаге, Германия (1990)
7. George E. Lindsay, США (1992)

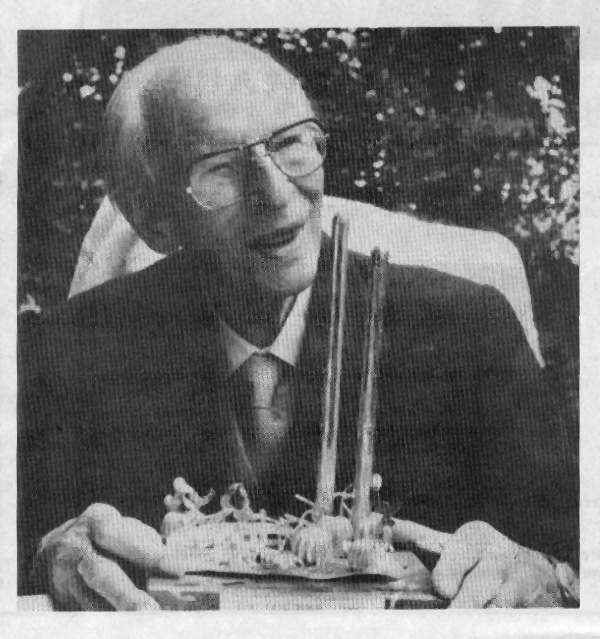
Вальтер Хаге

8. Hans-Dieter Ihlenfeldt, Германия (1994)
9. Сьюзан Картер Холмс, Великобритания (1996)
10. Эдвард Фредерик Андерсон, США (1998)
11. Dietrich (Dieter) J. Supthut, Швейцария (2000)
12. Вильгельм Бартлотт, Германия (2002)
13. Gideon F. Smith, ЮАР (2004)
14. Дэвид Ричард Хант, Великобритания (2006)
15. Леонард Эрик Ньютон, Великобритания (2008)
16. Myron W. Kimnach, США (2010)
17. Хайдрун Эльсбет Клара Хартман, Германия (2012)Урс Эггли был удостоен премии «Золотой кактус», которую ему вручили 6 июня 2015 года в Экзотическом саду Монако

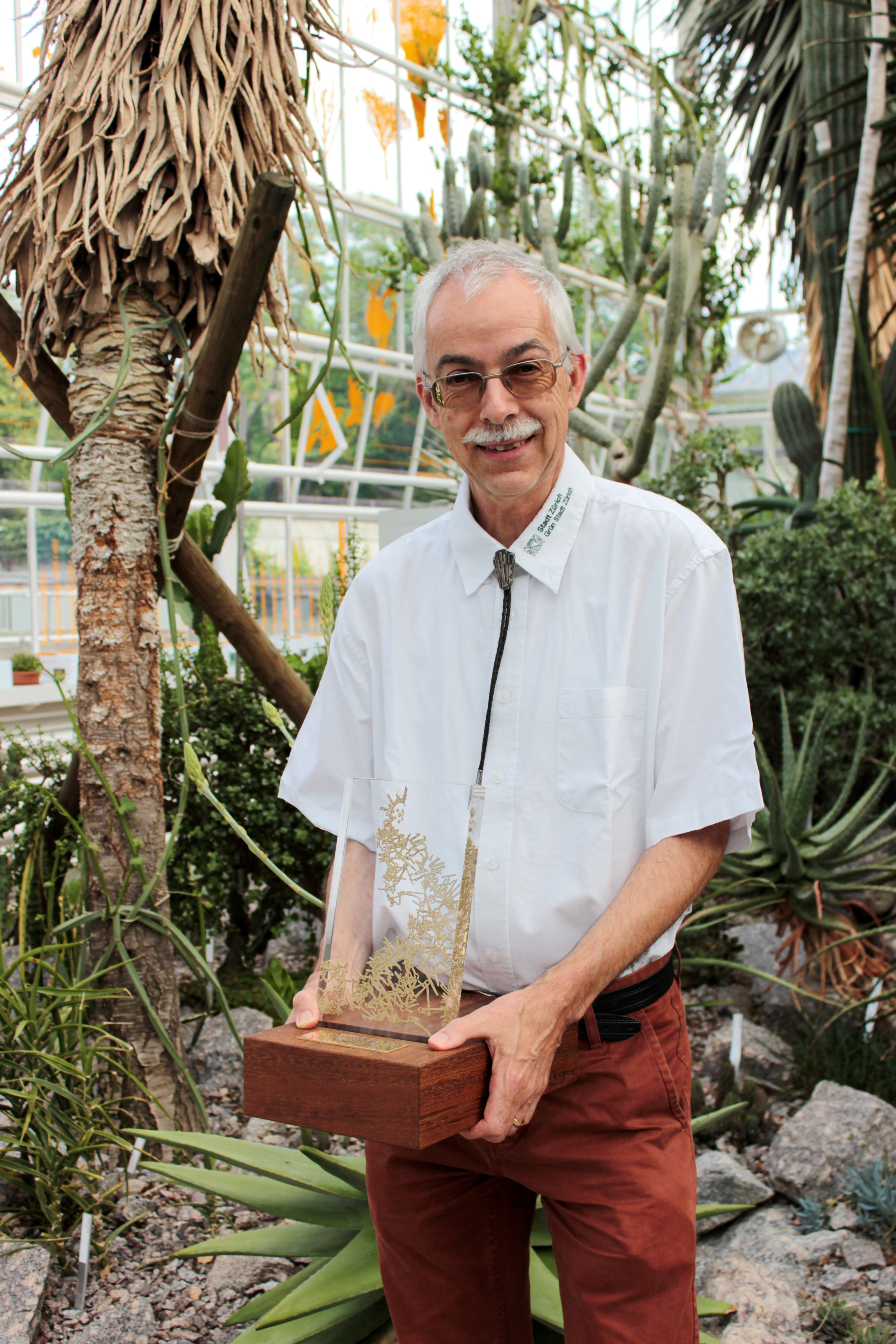
Урс Эггли был удостоен премии «Золотой кактус», которую ему вручили 6 июня 2015 года в Экзотическом саду Монако

18. Урс Эггли (Urs Eggli) (2014)[2]